# Bayer 04 Leverkusen Fußball 2003-2004
Questa voce raccoglie le informazioni riguardanti il Bayer 04 Leverkusen Fußball nelle competizioni ufficiali della stagione 2003-2004.

## Stagione
Nella stagione 2003-2004, il Bayer Leverkusen si è classificato al terzo posto in Bundesliga, qualificandosi per i preliminari di Champions League. È stato inoltre eliminato al terzo turno di Coppa di Germania.
Al termine della stagione, i seguenti giocatori vennero convocati dalle rispettive nazionali per gli europei del 2004: Jens Nowotny (Germania), Bernd Schneider (Germania), Marko Babić (Croazia), Dimităr Berbatov (Bulgaria) e Teddy Lučić (Svezia).
Inoltre Diego Placente (Argentina) e Juan (Brasile) parteciparono alla Copa América 2004.

## Maglie e sponsor
Lo sponsor che compare sulle maglie della società è RWE, società di fornitura energetica.
Lo sponsor tecnico è il marchio Tedesco Adidas.
|  | Casa Maglia |  | Casa Alternativa |  | Trasferta Maglia | Terza Maglia |

## Rosa
| N. |                        | Ruolo | Calciatore         |
| -- | ---------------------- | ----- | ------------------ |
| 1  | Germania (bandiera)    | P     | Hans-Jörg Butt     |
| 3  | Brasile (bandiera)     | D     | Lúcio              |
| 4  | Brasile (bandiera)     | D     | Juan               |
| 5  | Germania (bandiera)    | D     | Jens Nowotny       |
| 6  | Svezia (bandiera)      | D     | Teddy Lučić        |
| 7  | Brasile (bandiera)     | C     | Robson Ponte       |
| 8  | Stati Uniti (bandiera) | C     | Jermaine Jones     |
| 9  | Bulgaria (bandiera)    | A     | Dimităr Berbatov   |
| 10 | Turchia (bandiera)     | C     | Yıldıray Baştürk   |
| 11 | Brasile (bandiera)     | A     | França             |
| 13 | Germania (bandiera)    | C     | Daniel Bierofka    |
| 14 | Germania (bandiera)    | C     | Hanno Balitsch     |
| 16 | Grecia (bandiera)      | C     | Ioannis Masmanidis |

| N. |                      | Ruolo | Calciatore                 |
| -- | -------------------- | ----- | -------------------------- |
| 17 | Germania (bandiera)  | D     | Clemens Fritz              |
| 18 | Turchia (bandiera)   | A     | Kenan Şahin                |
| 19 | Croazia (bandiera)   | C     | Marko Babić                |
| 20 | Australia (bandiera) | P     | Frank Juric                |
| 21 | Polonia (bandiera)   | D     | Radosław Kałużny           |
| 25 | Germania (bandiera)  | C     | Bernd Schneider            |
| 26 | Germania (bandiera)  | C     | Zoltán Sebescen            |
| 27 | Germania (bandiera)  | A     | Oliver Neuville            |
| 28 | Germania (bandiera)  | C     | Carsten Ramelow            |
| 29 | Germania (bandiera)  | D     | Jan-Ingwer Callsen-Bracker |
| 35 | Argentina (bandiera) | D     | Diego Placente             |
| 36 | Germania (bandiera)  | P     | René Adler                 |
| 38 | Germania (bandiera)  | D     | Alexander Meyer            |

## Organigramma societario
Area tecnica
- Allenatore: Klaus Augenthaler
- Allenatore in seconda: Peter Hermann, Ulf Kirsten
- Preparatore dei portieri: Rüdiger Vollborn
- Preparatori atletici: Holger Broich

## Calciomercato

### Sessione estiva
| Acquisti | Acquisti      | Acquisti  | Acquisti |
| R.       | Nome          | da        | Modalità |
| -------- | ------------- | --------- | -------- |
| D        | Clemens Fritz | Karlsruhe |          |
| D        | Ingo Hertzsch | Amburgo   |          |
| D        | Teddy Lučić   | Leeds Utd |          |
| C        | Robson Ponte  | Wolfsburg |          |

| Cessioni | Cessioni        | Cessioni              | Cessioni |
| R.       | Nome            | da                    | Modalità |
| -------- | --------------- | --------------------- | -------- |
| C        | Christoph Preuß | Eintracht Francoforte |          |
| D        | Mile Božić      | Osnabrück             |          |
| A        | Thomas Brdarić  | Hannover 96           |          |
| C        | Hüzeyfe Dogan   | Ankaragücü            |          |
| C        | Anel Džaka      | Osnabrück             |          |
| D        | Nasir El Kasmi  | Duisburg              |          |
| D        | Thomas Kleine   | Greuther Fürth        |          |
| C        | Pascal Ojigwe   | Borussia M'gladbach   |          |
| C        | Jan Šimák       | Hannover 96           |          |
| C        | Jurica Vranješ  | Stoccarda             |          |
| D        | Boris Živković  | Portsmouth            |          |

### Sessione invernale
| Acquisti | Acquisti       | Acquisti              | Acquisti |
| R.       | Nome           | da                    | Modalità |
| -------- | -------------- | --------------------- | -------- |
| C        | Jermaine Jones | Eintracht Francoforte |          |

| Cessioni | Cessioni         | Cessioni              | Cessioni |
| R.       | Nome             | da                    | Modalità |
| -------- | ---------------- | --------------------- | -------- |
| D        | Ingo Hertzsch    | Eintracht Francoforte |          |
| A        | Sebastian Schoof | Rot-Weiss Essen       |          |
| P        | Tom Starke       | Amburgo               |          |

## Risultati

### Bundesliga

#### Girone di andata
| Arbitro: | Albrecht |

|                                           |           |             |
| Ponte 17’ Lúcio 28’ Juan 41’ Neuville 61’ | Marcatori | 20’ Riether |

| Arbitro: | Keßler |

|             |           |                               |
| Frommer 42’ | Marcatori | 51’ Schneider 83’ (aut.) Çipi |

| Arbitro: | Fröhlich |

|                                         |           |  |
| França 2’ Neuville 9’, 52’ Bierofka 73’ | Marcatori |  |

| Arbitro: | Kemmling |

|            |           |  |
| Zdebel 64’ | Marcatori |  |

| Arbitro: | Kircher |

|          |           |  |
| Juan 28’ | Marcatori |  |

| Arbitro: | Meyer |

|                                       |           |                                    |
| Makaay 25’ Santa Cruz 64’ Ballack 69’ | Marcatori | 10’ Ramelow 34’ França 81’ Baştürk |

| Arbitro: | Wack |

|  |           |               |
|  | Marcatori | 57’ Schneider |

| Arbitro: | Kemmling |

|                                        |           |  |
| Placente 70’ Berbatov 75’ Bierofka 78’ | Marcatori |  |

| Arbitro: | Merk |

|           |           |                                                 |
| Bobic 47’ | Marcatori | 11’ França 53’ Berbatov 72’ Schneider 85’ Babić |

| Arbitro: | Stark |

|               |           |  |
| Schneider 48’ | Marcatori |  |

| Kaiserslautern 2 novembre 2003, ore 17:30 CET 11ª giornata | Kaiserslautern | 0 – 0 referto | Bayer Leverkusen | Fritz-Walter-Stadion (38 582 spett.)\| Arbitro: \| Wagner \| |
| Arbitro:                                                   | Wagner         |               |                  |                                                              |

| Arbitro: | Fandel |

|                                    |           |           |
| Berbatov 3’ Babić 25’ Bierofka 57’ | Marcatori | 13’ Hanke |

| Arbitro: | Wack |

|                  |           |                        |
| Gambino 29’, 32’ | Marcatori | 35’ Neuville 77’ Babić |

| Arbitro: | Fröhlich |

|                     |           |                         |
| Ponte 60’ Lúcio 78’ | Marcatori | 36’ Schwarz 56’ Schroth |

| Colonia 7 dicembre 2003, ore 17:30 CET 15ª giornata | Colonia | 0 – 0 referto | Bayer Leverkusen | RheinEnergieStadion (40 000 spett.)\| Arbitro: \| Merk \| |
| Arbitro:                                            | Merk    |               |                  |                                                           |

| Arbitro: | Kemmling |

|             |           |                                            |
| Nowotny 72’ | Marcatori | 42’ Ailton 44’ Krstajić 90’ (rig.) Lisztes |

| Arbitro: | Fandel |

|                       |           |                               |
| Kurányi 56’ Soldo 68’ | Marcatori | 24’ Ramelow 44’, 62’ Berbatov |

#### Girone di ritorno
| Arbitro: | Keßler |

|           |           |  |
| Antar 53’ | Marcatori |  |

| Arbitro: | Steinborn |

|              |           |                             |
| Neuville 61’ | Marcatori | 20’ Hertzsch 77’ Amanatidīs |

| Arbitro: | Merk |

|                               |           |                         |
| Mathis 40’ Kōnstantinidīs 47’ | Marcatori | 65’ Berbatov 70’ França |

| Arbitro: | Albrecht |

|              |           |                                      |
| Berbatov 59’ | Marcatori | 52’ Meichelbeck 54’ Wosz 73’ Diabang |

| Arbitro: | Fröhlich |

|                                            |           |               |
| Hoogma 10’ Mahdavikia 17’ (rig.) Romeo 36’ | Marcatori | 39’ Schneider |

| Arbitro: | Fandel |

|               |           |                             |
| Schneider 90’ | Marcatori | 39’, 77’ Makaay 58’ Ballack |

| Arbitro: | Koop |

|                                                |           |                         |
| Berbatov 1’ Babić 13’ Schneider 33’ França 63’ | Marcatori | 21’ Topić 82’ Klimowicz |

| Arbitro: | Meyer |

|  |           |                        |
|  | Marcatori | 59’ Berbatov 75’ Babić |

| Arbitro: | Merk |

|                                   |           |            |
| Berbatov 29’, 72’ França 34’, 55’ | Marcatori | 7’ Paraíba |

| Mönchengladbach 3 aprile 2004, ore 15:30 CEST 27ª giornata | Borussia M'gladbach | 0 – 0 referto | Bayer Leverkusen | Bökelbergstadion (34 200 spett.)\| Arbitro: \| Kinhöfer \| |
| Arbitro:                                                   | Kinhöfer            |               |                  |                                                            |

| Arbitro: | Stark |

|                                                                     |           |  |
| Wenzel 2’ (aut.) Berbatov 21’ Lúcio 33’ França 36’, 55’ Baştürk 47’ | Marcatori |  |

| Arbitro: | Keßler |

|                      |           |                                            |
| Delura 56’ Hanke 77’ | Marcatori | 30’ Berbatov 72’ Schneider 76’ (rig.) Butt |

| Arbitro: | Meyer |

|                                         |           |  |
| Babić 6’ França 22’ Berbatov 54’ (rig.) | Marcatori |  |

| Arbitro: | Weiner |

|             |           |               |
| Agostino 4’ | Marcatori | 48’ Schneider |

| Arbitro: | Koop |

|                      |           |  |
| Fritz 21’ França 73’ | Marcatori |  |

| Arbitro: | Merk |

|                         |           |                                                            |
| Krstajić 50’ Ailton 53’ | Marcatori | 7’, 21’, 61’ França 12’ Bierofka 65’ Berbatov 80’ Neuville |

| Arbitro: | Meyer |

|                            |           |  |
| Berbatov 63’ Schneider 85’ | Marcatori |  |

### Coppa di Germania
| Arbitro: | Rafati |

|              |           |                             |
| Teixeira 74’ | Marcatori | 57’, 81’ Neuville 60’ Ponte |

| Arbitro: | Kinhöfer |

|  |           |                                                      |
|  | Marcatori | 1’ Balitsch 24’, 65’ Berbatov 62’ Bierofka 74’ Ponte |

| Arbitro: | Brych |

|                                         |           |                        |
| Sieger 7’ (rig.) Throm 30’ Herdling 77’ | Marcatori | 54’ Lúcio 67’ Berbatov |

## Statistiche

### Statistiche di squadra
| Competizione      | Punti | In casa | In casa | In casa | In casa | In casa | In casa | In trasferta | In trasferta | In trasferta | In trasferta | In trasferta | In trasferta | Totale | Totale | Totale | Totale | Totale | Totale | DR  |
| Competizione      | Punti | G       | V       | N       | P       | Gf      | Gs      | G            | V            | N            | P            | Gf           | Gs           | G      | V      | N      | P      | Gf     | Gs     | DR  |
| ----------------- | ----- | ------- | ------- | ------- | ------- | ------- | ------- | ------------ | ------------ | ------------ | ------------ | ------------ | ------------ | ------ | ------ | ------ | ------ | ------ | ------ | --- |
| Bundesliga        | 65    | 17      | 12      | 1       | 4       | 43      | 18      | 17           | 7            | 7            | 3            | 30           | 21           | 34     | 19     | 8      | 7      | 73     | 39     | +34 |
| Coppa di Germania | -     | 0       | 0       | 0       | 0       | 0       | 0       | 3            | 2            | 0            | 1            | 10           | 4            | 3      | 2      | 0      | 1      | 10     | 4      | +6  |
| Totale            | 65    | 17      | 12      | 1       | 4       | 43      | 18      | 20           | 9            | 7            | 4            | 40           | 25           | 37     | 21     | 8      | 8      | 83     | 43     | +40 |

### Andamento in campionato
| Giornata  | 1 | 2 | 3 | 4 | 5 | 6 | 7 | 8 | 9 | 10 | 11 | 12 | 13 | 14 | 15 | 16 | 17 | 18 | 19 | 20 | 21 | 22 | 23 | 24 | 25 | 26 | 27 | 28 | 29 | 30 | 31 | 32 | 33 | 34 |
| --------- | - | - | - | - | - | - | - | - | - | -- | -- | -- | -- | -- | -- | -- | -- | -- | -- | -- | -- | -- | -- | -- | -- | -- | -- | -- | -- | -- | -- | -- | -- | -- |
| Luogo     | C | T | C | T | C | T | T | C | T | C  | T  | C  | T  | C  | T  | C  | T  | T  | C  | T  | C  | T  | C  | C  | T  | C  | T  | C  | T  | C  | T  | C  | T  | C  |
| Risultato | V | V | V | P | V | N | V | V | V | V  | N  | V  | N  | N  | N  | P  | V  | P  | P  | N  | P  | P  | P  | V  | V  | V  | N  | V  | V  | V  | N  | V  | V  | V  |
| Posizione | 1 | 1 | 1 | 4 | 1 | 2 | 3 | 2 | 1 | 1  | 2  | 2  | 3  | 3  | 3  | 3  | 3  | 4  | 4  | 4  | 4  | 5  | 5  | 5  | 4  | 4  | 4  | 4  | 4  | 4  | 4  | 4  | 4  | 3  |

Legenda:

Luogo: C = Casa; T = Trasferta. Risultato: V = Vittoria; N = Pareggio; P = Sconfitta.

### Statistiche dei giocatori
| Giocatore          | Bundesliga | Bundesliga | Bundesliga  | Bundesliga | Coppa di Germania | Coppa di Germania | Coppa di Germania | Coppa di Germania | Totale   | Totale | Totale      | Totale     |
| Giocatore          | Presenze   | Reti       | Ammonizioni | Espulsioni | Presenze          | Reti              | Ammonizioni       | Espulsioni        | Presenze | Reti   | Ammonizioni | Espulsioni |
| ------------------ | ---------- | ---------- | ----------- | ---------- | ----------------- | ----------------- | ----------------- | ----------------- | -------- | ------ | ----------- | ---------- |
| R. Adler           | 0          | 0          | 0           | 0          | 0                 | 0                 | 0                 | 0                 | 0        | 0      | 0           | 0          |
| M. Babić           | 32         | 6          | 7           | 0          | 3                 | 0                 | 1                 | 0                 | 35       | 6      | 8           | 0          |
| H. Balitsch        | 26         | 0          | 5           | 0          | 3                 | 1                 | 0                 | 0                 | 29       | 1      | 5           | 0          |
| Y. Baştürk         | 17         | 2          | 5           | 0          | 1                 | 0                 | 0                 | 0                 | 18       | 2      | 5           | 0          |
| D. Berbatov        | 33         | 16         | 4           | 0          | 3                 | 3                 | 1                 | 0                 | 36       | 19     | 5           | 0          |
| D. Bierofka        | 32         | 4          | 6           | 0          | 3                 | 1                 | 0                 | 0                 | 35       | 5      | 6           | 0          |
| H. Butt            | 34         | 1          | 1           | 0          | 3                 | 0                 | 0                 | 0                 | 37       | 1      | 1           | 0          |
| J. Callsen-Bracker | 1          | 0          | 0           | 0          | 0                 | 0                 | 0                 | 0                 | 1        | 0      | 0           | 0          |
| F. França          | 33         | 14         | 1           | 0          | 2                 | 0                 | 1                 | 0                 | 35       | 14     | 2           | 0          |
| C. Fritz           | 14         | 1          | 1           | 0          | 1                 | 0                 | 0                 | 0                 | 15       | 1      | 1           | 0          |
| I. Hertzsch        | 3          | 0          | 0           | 0          | 1                 | 0                 | 0                 | 0                 | 4        | 0      | 0           | 0          |
| J. Jones           | 0          | 0          | 0           | 0          | 0                 | 0                 | 0                 | 0                 | 0        | 0      | 0           | 0          |
| J. Juan            | 29         | 2          | 5           | 1          | 3                 | 0                 | 0                 | 0                 | 32       | 2      | 5           | 1          |
| F. Juric           | 0          | 0          | 0           | 0          | 0                 | 0                 | 0                 | 0                 | 0        | 0      | 0           | 0          |
| R. Kałużny         | 6          | 0          | 1           | 0          | 2                 | 0                 | 1                 | 0                 | 8        | 0      | 2           | 0          |
| T. Lučić           | 11         | 0          | 3           | 0          | 1                 | 0                 | 0                 | 0                 | 12       | 0      | 3           | 0          |
| L. Lúcio           | 27         | 3          | 2           | 0          | 1                 | 1                 | 0                 | 0                 | 28       | 4      | 2           | 0          |
| I. Masmanidis      | 1          | 0          | 0           | 0          | 0                 | 0                 | 0                 | 0                 | 1        | 0      | 0           | 0          |
| A. Meyer           | 0          | 0          | 0           | 0          | 0                 | 0                 | 0                 | 0                 | 0        | 0      | 0           | 0          |
| O. Neuville        | 32         | 6          | 3           | 0          | 3                 | 2                 | 0                 | 0                 | 35       | 8      | 3           | 0          |
| J. Nowotny         | 22         | 1          | 4           | 1          | 2                 | 0                 | 0                 | 0                 | 24       | 1      | 4           | 1          |
| D. Placente        | 27         | 1          | 4           | 2          | 3                 | 0                 | 0                 | 0                 | 30       | 1      | 4           | 2          |
| R. Ponte           | 20         | 2          | 4           | 0          | 2                 | 2                 | 0                 | 0                 | 22       | 4      | 4           | 0          |
| C. Preuß           | 0          | 0          | 0           | 0          | 0                 | 0                 | 0                 | 0                 | 0        | 0      | 0           | 0          |
| C. Ramelow         | 31         | 2          | 10          | 0          | 0                 | 0                 | 0                 | 0                 | 31       | 2      | 10          | 0          |
| B. Schneider       | 33         | 10         | 5           | 0          | 3                 | 0                 | 0                 | 0                 | 36       | 10     | 5           | 0          |
| S. Schoof          | 0          | 0          | 0           | 0          | 0                 | 0                 | 0                 | 0                 | 0        | 0      | 0           | 0          |
| Z. Sebescen        | 0          | 0          | 0           | 0          | 0                 | 0                 | 0                 | 0                 | 0        | 0      | 0           | 0          |
| T. Starke          | 0          | 0          | 0           | 0          | 0                 | 0                 | 0                 | 0                 | 0        | 0      | 0           | 0          |
| K. Şahin           | 5          | 0          | 0           | 0          | 0                 | 0                 | 0                 | 0                 | 5        | 0      | 0           | 0          |